# Hedysarum chantavicum
Hedysarum chantavicum är en ärtväxtart som beskrevs av M.S. Bajtenov. Hedysarum chantavicum ingår i släktet buskväpplingar, och familjen ärtväxter. Inga underarter finns listade i Catalogue of Life.